# José Luis Lamadrid
José Luis Lamadrid   (Ciutat de Mèxic, 3 de juliol de 1930 - 3 d'octubre de 2021) va ser un futbolista mexicà.

## Selecció de Mèxic
Va formar part de l'equip mexicà a la Copa del Món de 1954.